# John Shortland

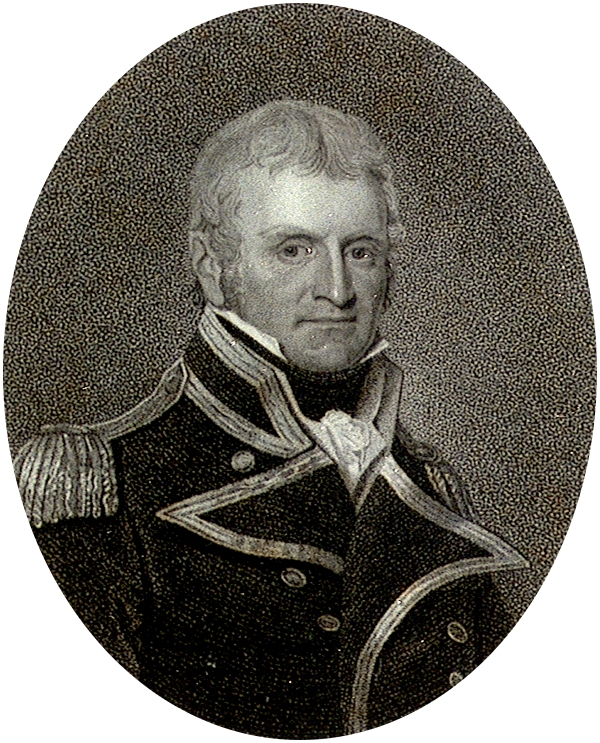
John Shortland

John Shortland (* 5. September 1769; † 21. Januar 1810 in Basse-Terre, Guadeloupe) war ein Offizier der Royal Navy.

## Lebensweg
John Shortland war der älteste Sohn von John Shortland (1739–1803) und Bruder von Thomas George Shortland (* 1771). Shortland trat als Midshipman in die Royal Navy ein und ging unter dem Kommando seines Vaters mit einem Transportkonvoi nach Québec. Von 1783 bis 1787 diente er in Westindien. 1787 segelte er, wiederum mit seinem Vater, als Master's mate auf der HMS Sirius mit der First Fleet nach Australien. Kapitän des Schiffes war der spätere Gouverneur John Hunter. Shortland verbrachte dort fast fünf Jahre, einschließlich des Aufenthalts auf Norfolk Island, wo die Sirius am 19. März 1790 zerstört wurde. 1792 kehrte er nach England zurück und reiste als Oberleutnant 1794 mit John Hunter, nunmehr als neuer Gouverneur, wiederum nach Australien.

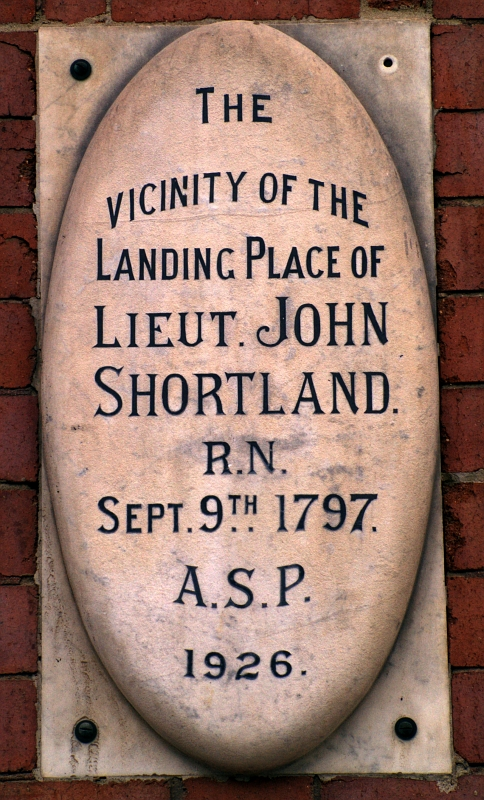
Gedenktafel für den vermuteten Landepunkt Shortlands am Hunter River.

Als Shortland am 9. September 1797 zur Verfolgung einiger entlaufener Sträflinge auf dem Weg nach Port Stephens war, erreichte er die Mündung eines Flusses an dem heute Newcastle, New South Wales, liegt. Shortland benannte den Fluss Hunter River, obwohl er einige Jahre lang eher als Coal River bezeichnet wurde, fertigte die erste Karte des Hafens in Form einer Augenskizze an und sammelte einige Kohleproben. In einem späteren Brief an seinen Vater sagte Shortland voraus, dass seine Entdeckung „eine große Bereicherung für die Siedlung“ sein würde.
1800 beförderte Earl Spencer Shortland in den Rang eines Kapitäns und Kommandanten. Anschließend wurde Shortland von seinem Freund, Admiral John Schank, Kommissar des sog. Transport Board, als Transportagent auf den Truppentransporter Pandour berufen, der unter dem Oberbefehl von Ralph Abercromby Truppen nach Ägypten beförderte.

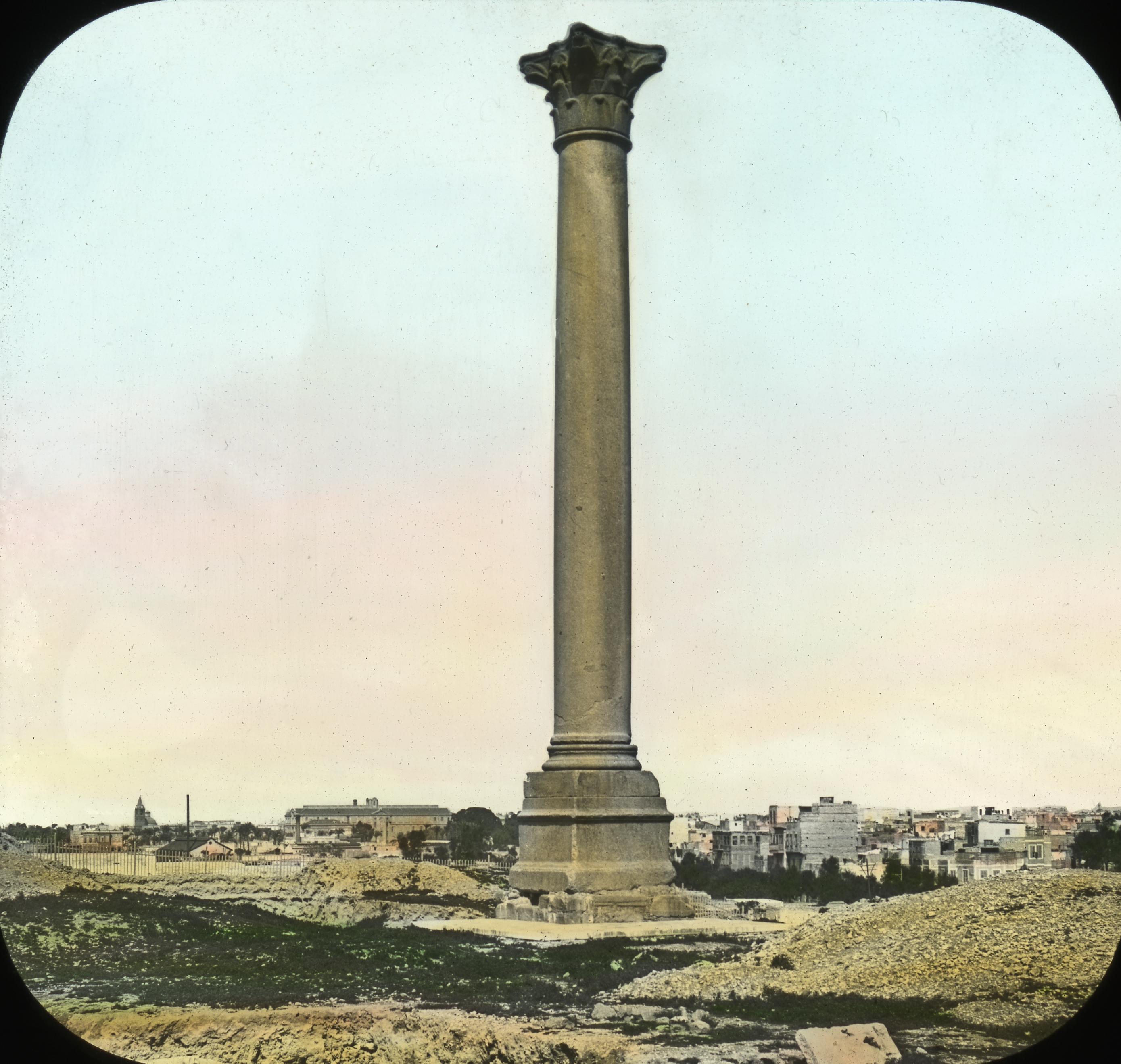
Die Pompeiussäule in Alexandria, Ägypten, von Shortland zweimal bestiegen.

Während Shortland in Ägypten war, ließ er einen Drachen über der Pompeiussäule steigen. Bei dieser Gelegenheit, gelang es ihm, Seile und dann eine Strickleiter darüber zu ziehen. Am 3. Februar 1803, bestiegen er und John White, Segelmeister der Pandour, die Säule. Oben angelangt, hissten sie den Union Jack, brachten einen Toast auf König Georg III. und ein dreifaches Hurra aus. Drei Tage später bestiegen sie die Säule erneut, stellten einen Stab auf, befestigten eine Wetterfahne, aßen ein Beefsteak und stießen erneut auf den König an.
Als Shortland 1803 aus Ägypten zurückkehrte, wurde die Pandour ausgemustert. Shortland übernahm die HMS Dolphin, ebenfalls ein Truppentransporter, und wechselte 1805 auf die 18-Kanonen-Sloop HMS Trompeuse. Er segelte mit ihr zur Küste von Guinea, wo er zum Post-Captain der HMS Squirrel befördert wurde, eine Beförderung, die die Admiralität bestätigte, als er später im Jahr 1805 nach England zurückkehrte.
Später übernahm er die Junon als Kommandant unter dem Oberbefehl von Admiral Warren. Dieses Schiff wurde am 13. Dezember 1809 bei der britischen Blockade von Guadeloupe von zwei französischen Schiffen mit 48 Kanonen und zwei mit 20 Kanonen angegriffen und geentert. Shortland wurde schwer verwundet und sein Schiff so schwer beschädigt, dass die Franzosen gezwungen waren, es zu verbrennen. Die Franzosen brachten Shortland in das Krankenhaus von Guadeloupe, wo er am 21. Januar 1810 starb, „fest in seiner Verbundenheit mit dem protestantischen Glauben“. Er wurde mit vollen militärischen Ehren in Basse-Terre, der Hauptstadt von Guadeloupe, bestattet.
Shortland blieb unverheiratet.

## Benennungen
Der Vorort Shortland von Newcastle, New South Wales, und die dortige Federal Electoral Division of Shortland sind nach ihm benannt.
Eine Gedenktafel des mutmaßlichen Landeplatzes von Shortland am Standort Hunter River, Newcastle, New South Wales, befindet sich im Longworth-Gebäude, 131 Scott Street, Newcastle.